# 어윤희
어윤희(魚允姬, 1880년 6월 20일 ~ 1961년 11월 18일)는 대한민국의 프로테스탄트(기독교)의 전도사로, 독립운동가 겸 사회사업가이기도 하였다. 본관은 함종. 1919년 3.1운동 때 권애라, 신관빈, 심명철 등과 개성 일대에 <독립선언서>를 배포하고 만세운동의 선두에서 활약하였으며, 이후 계속 독립운동을 하였다. 광복 후에는 유린보육원을 설립하는 등 사회사업에 힘썼다.

## 생애
본관은 함종(咸從)으로, 그녀의 친정아버지 어현중(魚玄仲, 1853년생~1929년졸)은 그 본디, 한성부 토호 갑부 집안의 서손(庶孫)이고, 친정아버지(어현중)의 이복형(아버지 어현중의 친가 배다른 적형 어약우)인 어약우(魚若愚, 1818년생~1863년졸, 친정 사촌 오빠 어윤중(1848년생~1896년졸)의 선친.)는 이복 백부(어윤희 여사의 친정 배다른 적출 큰아버지 어약우)가 된다. 이토록 그녀(어윤희)는 1880년 충청도 충주에서 한성부 토호 갑부 집안의 서손(庶孫)으로 태어난 아버지 어현중(魚玄仲)의 슬하 외동딸(무남독녀)로 출생하여 지난날 한때 황해도 해주에서 잠시 유아기를 보낸 적이 있으며 훗날 한성부에서 성장하였다. 어려서 한학을 익힌 뒤 1891년에 결혼하였으나, 3일 만에 남편이 동학군에 참여하였다가 도적으로 오인을 받고 사살되어 어린 나이에 미망인이 되었다.
1912년 개성(開城)의 미리흠여학교(美理欽女學校)에 입학하였고, 졸업 후 전도사로 활동하면서 낙도 지역의 주민의 전도와 독립정신 고취에 힘썼다. 1919년 3·1운동이 일어났을 때에는 직접 〈독립선언서〉를 개성 일대에 배포해 개성 만세운동의 불씨를 제공하는 한편, 거사 당일인 3월 3일에는 권애라, 신관빈, 심명철 등과 함께 1,500여 명의 시위 군중과 함께 만세운동의 선두에서 시위를 주도하였다.
이로 인해 일본 경찰에 체포되어 보안법 위반 혐의로 1년 6개월의 징역형을 선고받고 복역 중, 3·1운동 1주년을 기념해 재소자들과 함께 다시 옥중 만세운동을 전개하였다. 출옥한 뒤에도 독립운동가들에게 자금을 제공하고, 육혈포(六穴砲:권총) 탄환을 비밀리에 전달하는 등 독립운동을 계속하였다.
광복 뒤에는 개성에서 유린보육원(有隣保育院)을 설립해 고아들을 돌보았고, 6·25전쟁 때에는 부산으로 가서 10년간 교회 장로로 일하면서 사회사업에 전념하였다. 이후 서울에서 서강유린보육원을 설립해 운영하다가 1961년 11월 사망하였다. 1953년 플로렌스나이팅게일기장, 1959년 인권옹호 공로표창을 받았다.

## 사후
1995년 건국훈장 애족장이 추서되었다.

## 관련작품
- 영화 《1919 유관순》 (2019년, 어윤희 역 : 양윤희)

## 참고 자료
- 이 문서에는 다음커뮤니케이션(현 카카오)에서 GFDL 또는 CC-SA 라이선스로 배포한 글로벌 세계대백과사전의 내용을 기초로 작성된 글이 포함되어 있습니다.